# Liste der Stadtteile von Gera

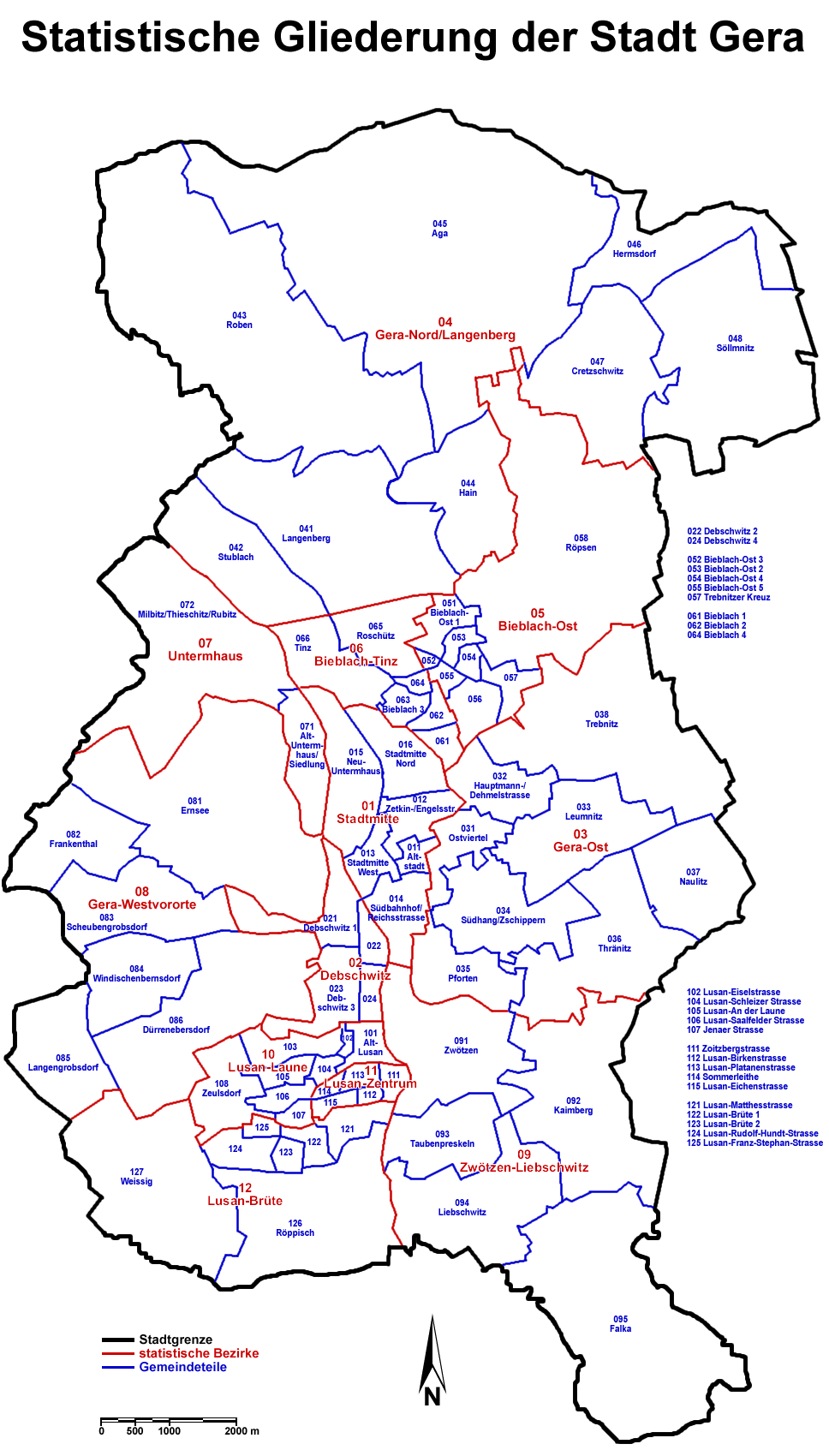
Statistische Gliederung der Stadt Gera mit Bezirken und Gemeindeteilen

Das Stadtgebiet Geras gliedert sich in insgesamt 40 Stadtteile, die teilweise aus mehreren Wohnplätzen bestehen. Dabei handelt es sich meist um ehemals selbstständige Gemeinden, die im Laufe der Geschichte nach Gera eingegliedert wurden. Die Stadtteile sind zu 12 Statistischen Bezirken mit jeweils mehreren Gemeindeteilen zusammengefasst. Das Stadtgebiet von Gera besteht aus 72 Gemeindeteilen. Jeder Gemeindeteil hat eine dreistellige, jeder statistische Bezirk eine zweistellige Nummer.

Einige Stadtteile sind zugleich Ortsteil (bis II/2009 Ortschaft) bzw. bilden mit anderen Stadtteilen einen gemeinsamen Ortsteil im Sinne des § 45 der Thüringer Kommunalordnung (ThürKO), d. h. diese Ortsteile haben einen vom Volk gewählten Ortsteilrat (bis II/2009 Ortschaftsrat) mit einem Ortsteilbürgermeister (bis II/2009 Ortsbürgermeister) als Vorsitzendem. Die Ortsteilräte sind zu wichtigen, den Ortsteil betreffenden Angelegenheiten zu hören, sie haben dahingehend Informations- und Beratungsrecht sowie unbedingtes Rederecht im Stadtrat und den Ausschüssen. Vor allem aber sind sie als quasi Zwitter zwischen gewählter Vertretung und kommunaler Verwaltung Ansprechpartner vor Ort für die Bürger. Des Weiteren bekommen sie zur eigenbestimmten Unterstützung kultureller und sozialer Aufgaben eine an der Einwohnerzahl des Ortsteils orientierte jährliche Ortspauschale aus dem kommunalen Haushalt.
Die Ortsteile sind in der Hauptsatzung der Stadt Gera definiert. Auf begründeten Antrag an den Stadtrat können auch Stadtteile ohne Ortsteilverfassung diese zuerkannt bekommen und damit zu Ortsteilen mit den entsprechenden kommunalen Rechten werden. Gemäß der Hauptsatzung vom 1. Juni 2014 verfügt Gera über 17 Ortsteile mit Ortsteilverfassung.

## Statistische Bezirke

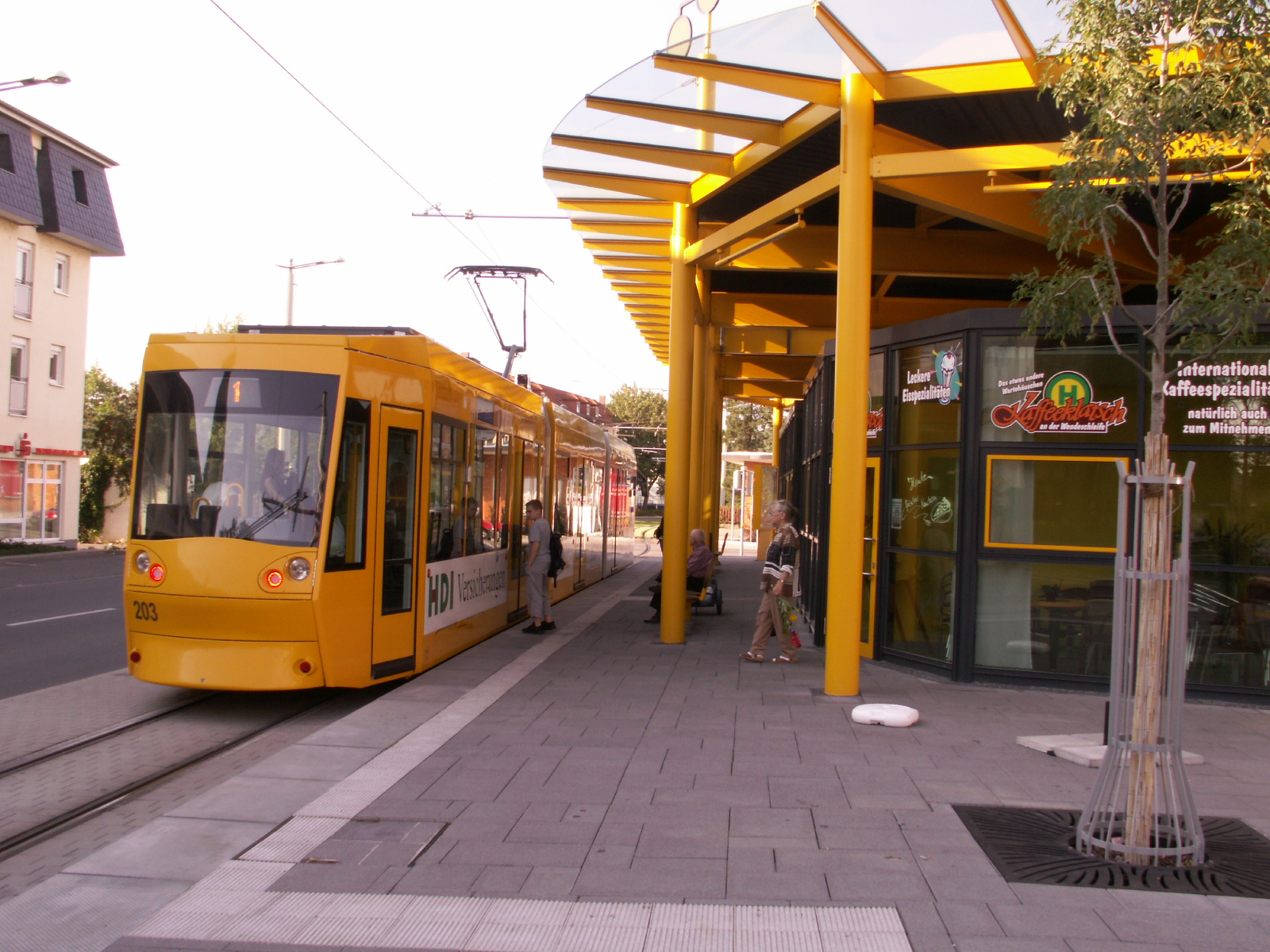
Straßenbahn Gera in Zwötzen

Die 12 Statistischen Bezirke Geras mit ihren zugehörigen Gemeindeteilen:
- 01 Stadtmitte
  - 011 Altstadt
  - 012 Clara-Zetkin-/Friedrich-Engels-Straße[1]
  - 013 Stadtmitte West
  - 014 Südbahnhof/Reichsstraße
  - 015 Neu-Untermhaus
  - 016 Stadtmitte Nord
- 02 Debschwitz
  - 021 Debschwitz 1
  - 022 Debschwitz 2
  - 023 Debschwitz 3
  - 024 Debschwitz 4
- 03 Gera-Ost
  - 031 Ostviertel
  - 032 Gerhart-Hauptmann-/Dehmelstraße[1]

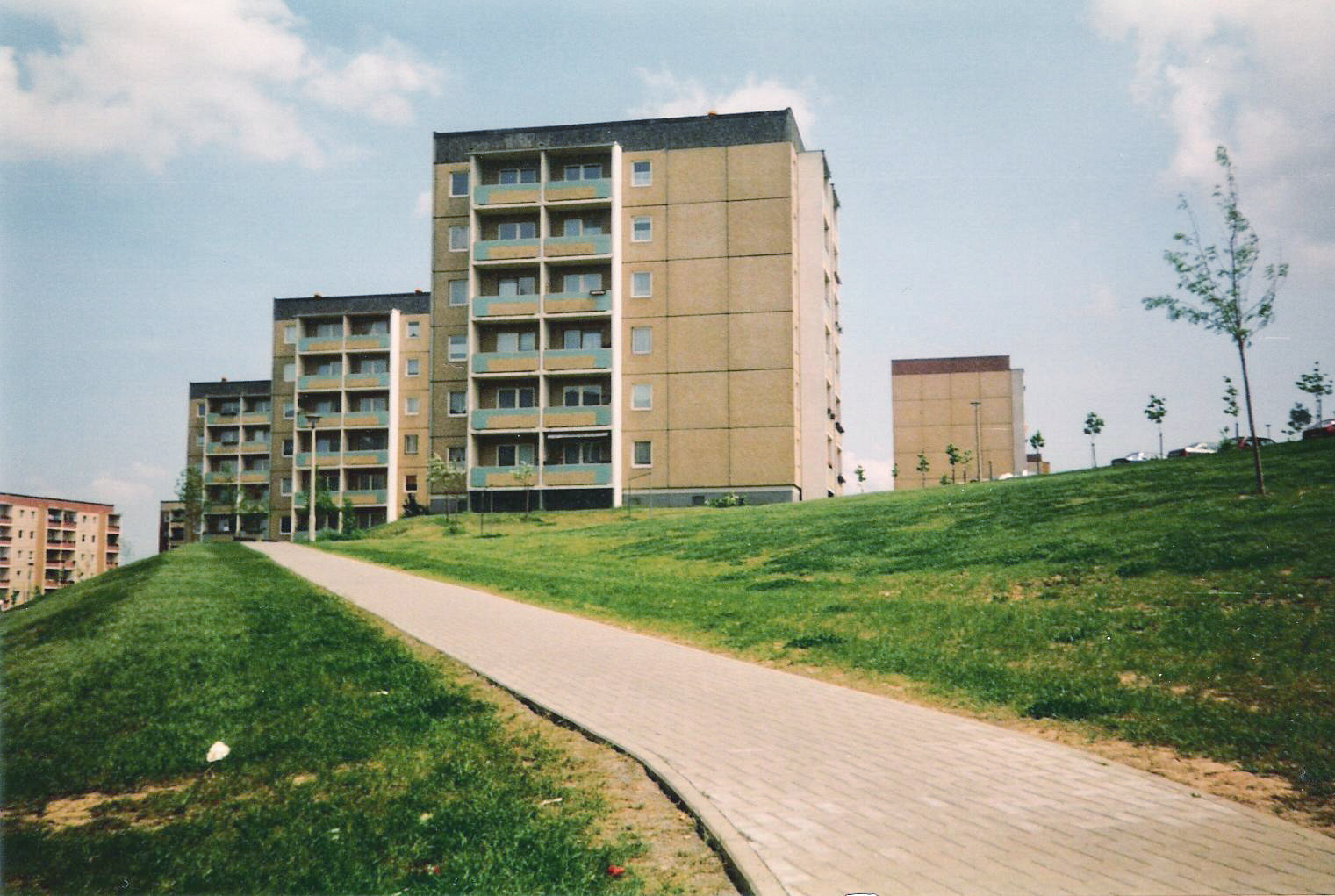
Plattenbauten in Bieblach-Ost

  - 033 Leumnitz
  - 034 Südhang/Zschippern
  - 035 Pforten
  - 036 Thränitz
  - 037 Naulitz
  - 038 Trebnitz
- 04 Gera-Nord/Gera-Langenberg
  - 041 Langenberg
  - 042 Stublach
  - 043 Roben
  - 044 Hain
  - 045 Aga
  - 046 Hermsdorf
  - 047 Cretzschwitz
  - 048 Söllmnitz
- 05 Bieblach-Ost Plattenbauten in Bieblach-Ost
  - 051 Bieblach-Ost 1
  - 052 Bieblach-Ost 2
  - 053 Bieblach-Ost 3
  - 054 Bieblach-Ost 4
  - 055 Bieblach-Ost 5
  - 056 Verlängerte Bieblacher Straße[1]
  - 057 Trebnitzer Kreuz
  - 058 Röpsen
- 06 Bieblach/Tinz
  - 061 Bieblach 1
  - 062 Bieblach 2
  - 063 Bieblach 3
  - 064 Bieblach 4
  - 065 Roschütz
  - 066 Tinz
- 07 Untermhaus Gera-Untermhaus
  - 071 Alt-Untermhaus/Siedlung
  - 072 Milbitz/Thieschitz/Rubitz
- 08 Gera-Westvororte
  - 081 Ernsee
  - 082 Frankenthal
  - 083 Scheubengrobsdorf
  - 084 Windischenbernsdorf
  - 085 Langengrobsdorf
  - 086 Dürrenebersdorf

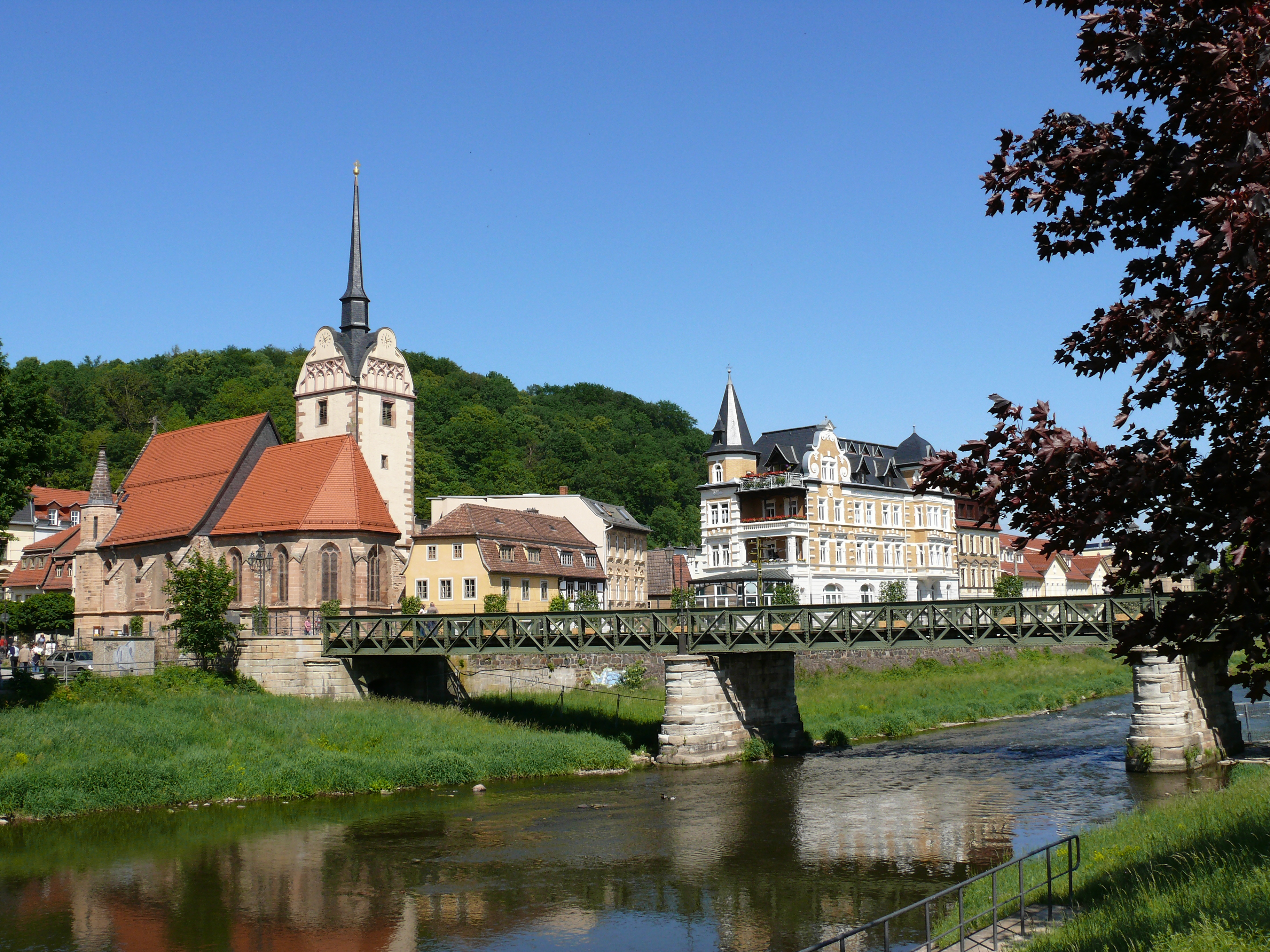
Gera-Untermhaus

- 09 Zwötzen/Liebschwitz Straßenbahn Gera in Zwötzen[1]
  - 091 Zwötzen
  - 092 Kaimberg
  - 093 Taubenpreskeln
  - 094 Liebschwitz
  - 095 Falka
  - (ehemals 096 Lietzsch)[1]
  - (ehemals 097 Poris-Lengefeld)[1]
- 10 Lusan-Laune
  - 101 Alt-Lusan
  - 102 Eiselstraße[1]
  - 103 Dürrenebersdorfer Straße
  - 104 Schleizer Straße[1]
  - 105 An der Laune[1]
  - 106 Saalfelder Straße[1]
  - 107 Jenaer Straße
  - 108 Zeulsdorf
- 11 Lusan-Zentrum
  - (ehemals 111 Zoitzbergstraße)[1]
  - 112 Birkenstraße[1]
  - 113 Platanenstraße[1]
  - 114 Sommerleithe
  - 115 Eichenstraße[1]
- 12 Lusan-Brüte
  - 121 Karl-Matthes-Straße[1]
  - 122 Brüte 1[1]
  - 123 Brüte 2[1]
  - 124 Rudolf-Hundt-Straße[1]
  - 125 Franz-Stephan-Straße[1]
  - 126 Röppisch
  - 127 Weißig

## Ortschaften
Die 17 Ortsteile und die Innenstadt Geras mit ihren zugehörigen Gebietsteilen:

(Quelle: Homepage der Stadt Gera, Einwohnerzahlen zum 31. Dezember 2012)

Die kursiven Einwohnerzahlen beziehen sich auf das Jahr 1910 als Vergleich
| Ortschaft                 | Ortsteile | Fläche (in km²) | Einwohner     |
| ------------------------- | --- | --------------- | ------------- |
| Gera                      | Bieblach (→ Gera) Debschwitz (7.693) Dürrenebersdorf (596) Ernsee (169) Gera (49.276) Kaimberg (330) Langengrobsdorf (80) Leumnitz (1.155) Lietzsch (74) Lusan (640) Oberröppisch (176) Pforten (3.537) Poris-Lengefeld (25) Roschütz (827) Taubenpreskeln (766) Tinz (1.029) Unterröppisch (238) Zeulsdorf (100) Zschippern (140) |                 |               |
| Aga                       | Großaga (799) Kleinaga (337) Lessen (130) Reichenbach (108) Seligenstädt (79) | 16,38           | 1.718 1.453   |
| Cretzschwitz/Söllmnitz    | Cretzschwitz (252) Söllmnitz (351) Wernsdorf (139) Lauenhain (→ Söllmnitz) | 9,66            | 706 742       |
| Falka                     | Großfalka (83) Kleinfalke (166) Wüstfalke (181) Niebra (53) Otticha (63) | 7,22            | 408 546       |
| Hain                      | Hain (215) Wachholderbaum (133) | 2,58            | 230 348       |
| Hermsdorf                 | Hermsdorf (183) | 2,60            | 545 183       |
| Langenberg                | Langenberg (3.297) Stublach (397) | 8,18            | 3.970 3.694   |
| Liebschwitz               | Liebschwitz (1.347) | 3,27            | 1.483 1.347   |
| Milbitz/Thieschitz/Rubitz | Milbitz (368) Thieschitz (347) Rubitz (563) | 5,30            | 734 1.278     |
| Naulitz                   | Naulitz (153) | 2,16            | 112 153       |
| Roben                     | Roben (330) Rusitz (132) Steinbrücken (301) | 11,82           | 751 763       |
| Röpsen                    | Dorna (368) Negis (95) Röpsen (538) | 8,15            | 632 1.001     |
| Thränitz                  | Collis (81) Stern (→ Thränitz) Thränitz (219) | 3,51            | 382 300       |
| Trebnitz                  | Laasen (195) Trebnitz (366) | 5,79            | 407 561       |
| Untermhaus                | Cuba (→ Untermhaus) Untermhaus (7.376) |                 | 7.376         |
| Weißig                    | Gorlitzsch (304) Schafpreskeln (72) Weißig (112) | 4,59            | 196 488       |
| Westvororte               | Frankenthal (965) Scheubengrobsdorf (341) Windischenbernsdorf (659) |                 | 1.965         |
| Zwötzen                   | Zwötzen (5.361) |                 | 5.361         |
| Gera gesamt               | | 151,93          | 95.821 94.410 |